# Артур Кьостлер
Артур Кьостлер (на унгарски: Kösztler Artúr; на английски: Arthur Koestler) е унгарско-британски писател и журналист.

## Биография
Роден е на 5 септември 1905 година в Будапеща в еврейско семейство. През 1920 г. семейството му се премества във Виена. През септември 1922 г. постъпва във Виенската политехника, за да следва инженерство. Там става член на младежката ционистка организация. През 1925 г., тъкмо преди да завърши следването си, неочаквано решава да замине за Палестина и изгаря студентката си книжка. На 1 април 1926 г. отпътува от Виена за Палестина. Няколко седмици живее в кибуц. До 1929 г. е кореспондент на германския издателски концерн „Улщайн“ там, а в периода 1929 – 1930 г. работи в Париж.
През 1931 г. се установява в Берлин, където става научен редактор на вестник Vossische Zeitung. През същата година извършва полет към Северния полюс на борда на германския дирижабъл „Граф Цепелин“. Увлича се от комунистическата идеология и през декември 1931 г. става член на Комунистическата партия на Германия.
В средата на 1930-те години извършва голямо пътешествие из Централна Азия и прекарва цяла година в Съветския съюз.
През септември 1933 г., след идването на власт на нацистите в Германия, той се връща в Париж, където пише пропагандни статии под ръководството на Вили Мюнценберг. Посещава два пъти Испания по време на гражданската война. При второто му посещение през 1937 г. е арестуван от франкистите и осъден на смърт по обвинение в шпионаж. Прекарва пет месеца в килия за осъдени на смърт, но в крайна сметка е разменен за жената на франкистки летец ас. Това предопределя активната борба на Кьостлер за отмяната на смъртното наказание в Англия през втората половина на 50-те години на XX век. Възгледите си той излага в книгата „Размишления за бесилката“.
През 1938 г. във връзка с Голямата чистка в СССР Кьостлер напуска комунистическата партия. След началото на Втората световна война е интерниран от френските власти и освободен едва в началото на 1940 г. Постъпва в Чуждестранния легион, евакуира се с него в Северна Африка, дезертира, добира се до Лисабон, а оттам със самолет пристига във Великобритания, където шест седмици прекарва в затвор за незаконно влизане в страната. След освобождаването си постъпва като доброволец в британската армия. Насочват го в сапьорска част. Веднъж седмично ходи до Лондон за участие в пропагандни радиопредавания на немски език, пише позиви за германските войници, изнася лекции за природата на тоталитаризма.
През 1940 г. излиза антитоталитарният му роман „Мрак по пладне“ („Sonnenfinsternis“), който му донася международна известност.
През втората половина на 1956 г. е ангажиран с антисъветски протестни писма и митинги в подкрепа на Унгарското въстание.
1958 и 1959 г. прекарва в Индия и Япония, в резултат на което написва книгата „Лотосът и роботът“.
В началото на 1960 г., на връщане от конференция в Сан Франциско, Кьостлер посещава Мичиганския университет в Ан Арбър, където се подлага на експериментално приемане на халюциногени. Взима псилоцибин и изживява „bad trip“. По-късно, когато пристига в Харвард, за да се запознае с Тимъти Лири, експериментира и с други наркотици, но не е ентусиазиран от този си опит. Най-значимата му статия върху наркотиците е публикувана през 1967 г. във вестник „Сънди Телеграф“ под заглавието „Return Trip to Nirvana“.
В началото на 1976 г. е диагностициран с болестта на Паркинсон. Треперенето на ръцете започва силно да пречи на писането му. През 1980 г. му откриват и левкемия.
На 1 март 1983 г. Артур Кьостлер се самоубива заедно със съпругата си в дома им в Лондон, приемайки барбитурата Tuinal заедно с алкохол.

## Творчество
В своя роман „Мрак по пладне“ (1940), преведен на 30 езика, Кьостлер разказва историята на болшевик от старата гвардия, който по време на Сталиновите чистки отначало отрича престъпления, които не е извършил, а след това ги признава. Други творби от същия период са „Гладиаторите“ (1939) за въстанието на Спартак и Arrival and Departure (1943). В книгите му се разглеждат теми за морала и политическата отговорност. Сборниците с есета The Yogi and the Commissar and Other Essays (1945) и The God That Failed (1949; ed. R. Crossman) разкриват разочарованието му от комунизма. От 1940 нататък Кьостлер пише на английски.

## Оценки
Георги Марков коментира най-известната книга на Кьостлер в едно от есетата си, включени след смъртта му в книгата „Когато часовниците са спрели. Нови задочни репортажи за България“:
| „ | „Косата ми настръхва всеки път, когато прочета финала на романа на Артър Кьостлер „Мрак по пладне“. Там се разкриват драмата и краят на един фанатичен комунист по време на чистките в СССР през трийсетте години. Героят отказва да направи исканите самопризнания. Но в един драматичен разговор следователят го заставя в името на ГОЛЯМАТА правда да пожертвува своята МАЛКА правда. Тъкмо защото хората знаели, че героят е чист и честен комунист, неговите самопризнания щели да дадат на партията ново и силно оръжие за борба с враговете. Фалшивото самопризнание се оказва пожертвуване на МАЛКАТА правда. И когато изтерзаният докрай затворник прави това с илюзията, че собственият му позор наистина ще послужи на ГОЛЯМАТА правда, следователят цинично му казва, че е герой.“ | “ |

### Романи
- 1934 (2013). Die Erlebnisse des Genossen Piepvogel in der Emigration
- 1939. The Gladiators (за въстанието на Спартак)
- 1940. Darkness at Noon
Мрак по пладне. Превод от английски Алфред Криспин. София: Народна култура, 1990, 224 с.
- 1943. Arrival and Departure
- 1946. Thieves in the Night
- 1951. The Age of Longing
- 1972. The Call-Girls: A Tragicomedy with a Prologue and Epilogue. ISBN 978-0-09-112550-9. Роман за учени на международен семинар.

### Драма
- 1945. Twilight Bar

### Автобиографични текстове
- 1937. Spanish Testament
- 1941. Scum of the Earth
- 1942. Dialogue with Death
- 1952. Arrow In The Blue: The First Volume Of An Autobiography, 1905 – 31, 2005 reprint, ISBN 0-09-949067-6
- 1954. The Invisible Writing: The Second Volume Of An Autobiography, 1932 – 40, 1984 reprint, ISBN 0-8128-6218-X
- 1984. Stranger on the Square, edited and with an Introduction and Epilogue by Harold Harris, London: Hutchinson, 1984, ISBN 0-09-154330-4. Написана в съавторство със Синтия Кьостлер, книгата е издадена посмъртно.

### Есеистика
- 1934. на немски: Von weissen Nächten und roten Tagen. За пътуванията на Кьостлер в СССР.
- 1937. L'Espagne ensanglantée
- 1942 (лятото) Le yogi et le commissaire
- 1945. The Yogi and the Commissar and other essays
- 1949. The Challenge of our Time
- 1949. Promise and Fulfilment: Palestine 1917 – 1949
- 1949. Insight and Outlook
- 1955. The Trail of the Dinosaur and other essays
- 1956. Reflections on Hanging
- 1959. The Sleepwalkers: A History of Man's Changing Vision of the Universe. ISBN 0-14-019246-8. Опит върху променящите се научни парадигми.
- 1960. The Watershed: A Biography of Johannes Kepler. (извадка от The Sleepwalkers.) ISBN 0-385-09576-7
- 1960. The Lotus and the Robot, ISBN 0-09-059891-1. За пътуванията на Кьостлер в Индия и Япония, както и оценката му на Изтока и Запада.
- 1961. Control of the Mind.
- 1961. Hanged by the Neck. Използва отново материал от книгата Reflections on Hanging.
- 1963. Suicide of a Nation
- 1964. The Act of Creation
- 1967. The Ghost in the Machine. Penguin reprint 1990: ISBN 0-14-019192-5
- 1968. Drinkers of Infinity: Essays 1955 – 1967
- 1970. The Age of Longing, ISBN 0-09-104520-7
- 1971. The Case of the Midwife Toad, ISBN 0-394-71823-2. Посветена на Паул Камерер и неговите изследвания в областта на ламаркианската еволюция и онова, което Камерер нарича „serial coincidences“.
- 1972. The Roots of Coincidence, ISBN 0-394-71934-4. Продължение на The Case of the Midwife Toad.
- 1973. The Lion and the Ostrich
- 1974. The Heel of Achilles: Essays 1968 – 1973]], ISBN 0-09-119400-8
- 1976. The Thirteenth Tribe: The Khazar Empire and Its Heritage, ISBN 0-394-40284-7 – Тринадесетото племе: Хазарската империя и нейното наследство. София: Вега-София, 2006, 214 с. ISBN 954-91957-1-6
- 1976. Astride the Two Cultures: Arthur Koestler at 70, ISBN 0-394-40063-1
- 1977. Twentieth Century Views: A Collection of Critical Essays, ISBN 0-13-049213-2
- 1978. Janus: A Summing Up, ISBN 0-394-50052-0. Sequel to The Ghost in the Machine
- 1980. Bricks to Babel. Random House, ISBN 0-394-51897-7. Антология, съдържаща текстове от различни по-ранни книги на Кьостлер, често препоръчвана като „изчерпателно въведение“ в неговата проза и идеи.
- 1981. Kaleidoscope. Съдържа есета от Drinkers of Infinity и The Heel of Achilles, както и по-късни текстове.